# Christophorus Butkens

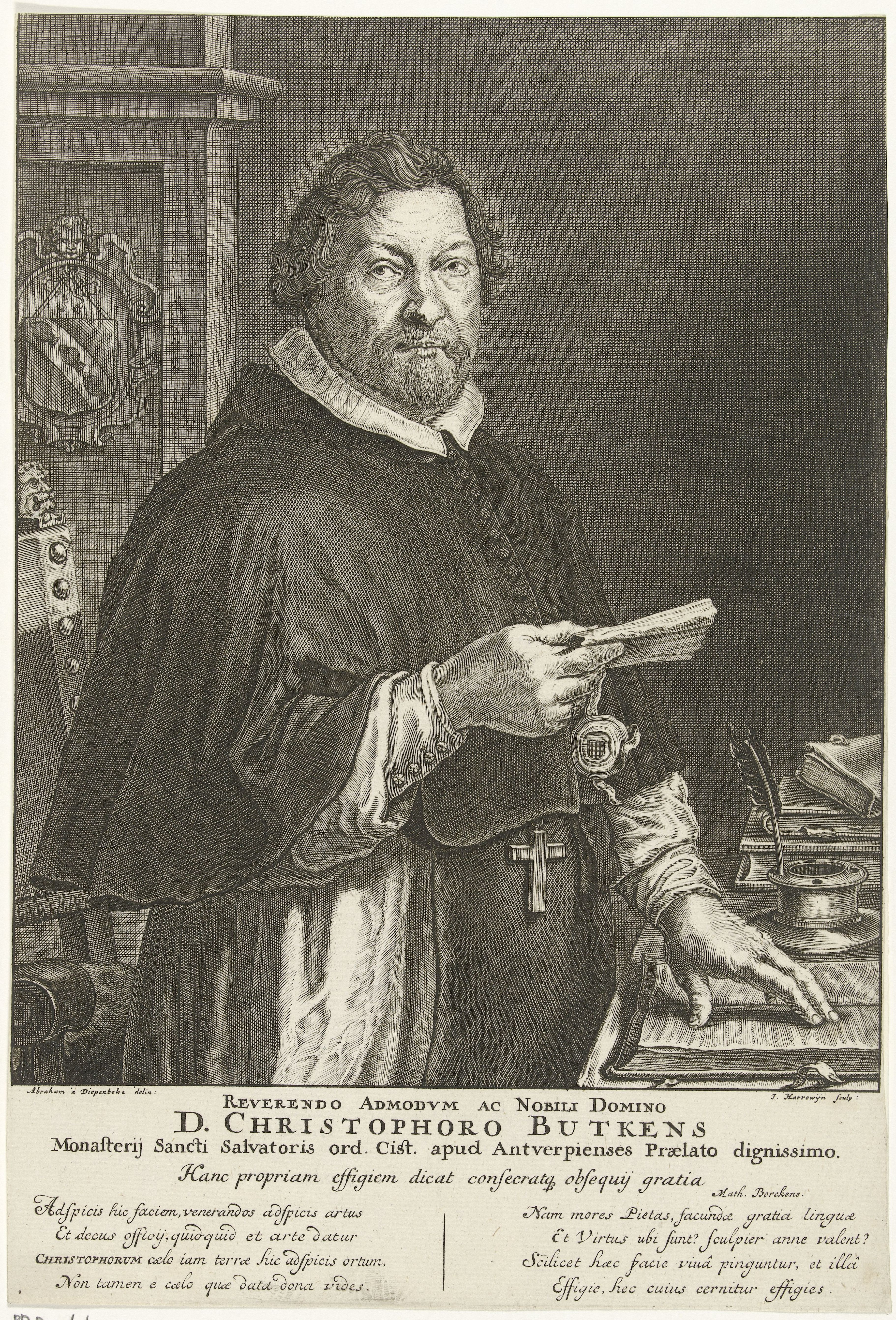
Christophorus Butkens

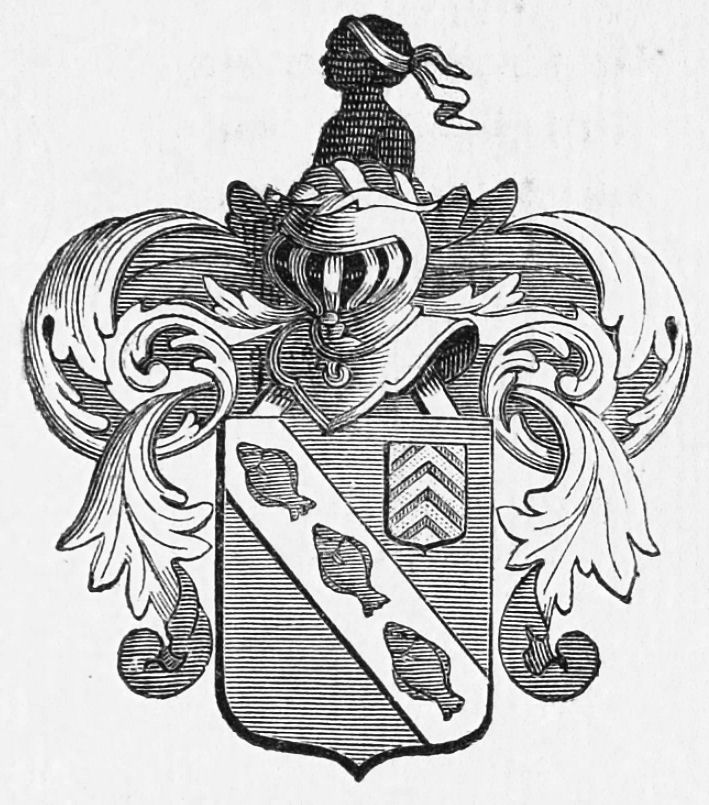
Wapenschild Butkens

Christophorus (Christophre/Christophe) Butkens (Antwerpen, 4 december 1590 - Den Haag, 30 september 1650) was een vlaams cistercienzermonnik  van het priorij van Sint-Salvator in Antwerpen. Hij werd er verkozen als laatste prior voor het klooster tot abdij werd verheven. Hij is echter vooral bekend geworden als historicus en genealoog.

## Familie
Volgens Butkens eigen schrijven waren zijn ouders Joachim Butkens, raad van de koning, en Marguerite de Fumal. In werkelijkheid heette zijn moeder Margriete Gielis, het was via haar moeder dat Butkens van de adellijke familie de Fumal afstamde.
Christophe had verscheidene broers en zussen. Zijn oudere broer Alexander was heer van Anoy en staat bekend om het vervalsen van enkele kloosterkronieken. Zijn jongere broers en zussen heetten: Pierre, Henry, Jacques, Livine en Anne. Pierre en Jacques overleden jong. Henry, Livine en Anne waren kloosterlingen.

## Geestelijke loopbaan
Op 28 oktober 1631 werd hij door het kapittel verkozen als nieuwe prior, in opvolging van Filips van Boonem, die op 11 oktober van dat jaar overleden was. Daarvoor was hij al een tijd subprior geweest, omdat Boonem het erg druk had. Deze was namelijk zowel prior van Potklooster als coadjutor van de abdij van Baudeloo.
Butkens overleed in Den Haag, waar hij was om teruggave van de Zeeuwse goederen van zijn klooster te bepleiten. Zijn lijk werd naar Antwerpen gebracht waar hij in zijn kloosterkerk naast het hoogaltaar werd begraven.
 Na Butkens' overlijden volgde Petrus Spers hem op als prior, die later als abt werd verheven.

## Genealoog en historicus
In 1626 verscheen Butkens' Annales généalogiques de la maison de Lynden. De Annales werden geschreven op instigatie van Ernest van Lynden, wiens baronie Rekem in 1623 tot rijksgraafschap verheven was. Het boek is dan ook aan Van Lynden opgedragen.
In de Annales, verdeeld in 15 "livres", waarvan het laatste uit "preuves" bestaat, oorkondelijke bewijzen, beschrijft Butkens de geschiedenis van de adellijke familie Van Lynden. Volgens Butkens stamde deze familie af van de Van Aspremonts en ging haar geschiedenis bewijsbaar terug tot de twaalfde eeuw. Naast afschriften van oorkonden zijn in de "preuves" ook afbeeldingen van zegels opgenomen. De andere "livres" bevatten bovendien afbeeldingen van kastelen, grafzerken en portretten.
Al door tijdgenoten als Aernout van Buchel en Carel van Riedwijk werd Butkens zwaar bekritiseerd wegens het vervalsen van oorkonden en het afbeelden van verzonnen heraldische gedenktekens zoals grafstenen en glas-in-loodramen in zijn Annales généalogiques de la maison de Lynden.
Tegenwoordig worden alle "preuves" van voor de veertiende eeuw en een deel van de veertiende-eeuwse als vervalsingen beschouwd.
Butkens' tweede grote publicatie verscheen in 1641: Trophées tant sacrés que prophanes de la duché de Brabant.

## Werken
- Annales généalogiques de la maison de Lynden, Antwerpen, 1626. Online
- Trophées tant sacrés que prophanes du duché de Brabant, Antwerpen, 1641. Deel I (1641), Deel II (1724), Supplement deel I (1726) Supplement deel II (1726).